# نامزد بلوس
نامزدِ بلوس (به فرانسوی: La fiancée de Bélus) نقاشی هنرمند فرانسوی هانری پل موته است که بر اساس یک آیین خیالی بابلی مرتبط با خدای بلوس (بل) است. طبق آن آیین، دختری به بل پیشنهاد شد که یک شب در دامان مجسمه بل نشست و سپس دختر دیگری جایگزین او شد که همگی برندگان مسابقات زیبایی روزانه بودند. موته به عنوان مرجع از هرودوت مورخ یونانی یاد کرد، اما بعدها مشخص شد که نقل قول مربوطه ساختگی بوده است. برای بازسازی فضای داخلی معبد بابلی، موته از معبد یونانی در المپیا کپی کرده است، در حالی که این مجسمه از لاماسو الهام گرفته شده بود. این نقاشی سال ۱۸۸۵ کشیده شده است و هم‌اکنون در موزه اورسی، پاریس نگهداری می‌شود.